# Makararaja chindwinensis
Makararaja chindwinensis (лат.) — единственный известный в настоящее время вид скатов рода Makararaja из семейства хвостоколовых. Обитают в тропических водах рек Мьянмы (река Чиндуин). Грудные плавники этих скатов срастаются с головой, образуя диск. 

## Таксономия и филогенез
Впервые Makararaja chindwinensis был научно описан в 2007 году. Название рода происходит от слов санскр. मकर, IAST: makara — «водяной монстр» и лат. raia — «скат». Вид назван по географическому месту обнаружения первой и единственной известной до сих пор особи (река Чиндуин).  
Эти скаты близки к виду Pastinachus sephen, от которого отличаются формой, наличием складок на хвостовом стебле и крупной колючки в центре диска

## Описание
Грудные плавники этих скатов срастаются с головой, образуя почти круглый диск. Позади глаз расположены брызгальца. На вентральной поверхности диска имеются 5 пар, рот и ноздри. Между ноздрями пролегает лоскут кожи с бахромчатым нижним краем. Мелкие притуплённые зубы выстроены в шахматном порядке и образуют плоскую поверхность. Хвост кнутовидный. На хвостовом стебле расположены латеральные складки кожи. На дорсальной поверхности хвостового стебля расположен тонкий шип, соединённый протоками с ядовитой железой. На дорсальной поверхности диска имеется бугорок, напоминающий жемчужину.

## Взаимодействие с человеком
Makararaja chindwinensis не являются объектом целевого лова. Вероятно, эти скаты попадаются в качестве прилова, кроме того, вид может страдать от ухудшения условий среды обитания, обусловленного антропогенными факторами. Данных для оценки Международным союзом охраны природы статуса сохранности вида недостаточно. 